# Seyitgazi
Seyitgazi (in der Antike Nakoleia) ist eine Stadtgemeinde (Belediye) im gleichnamigen Ilçe (Landkreis) der Provinz Eskişehir in der türkischen Region Zentralanatolien und gleichzeitig ein Stadtbezirk der 1993 gebildeten Büyükşehir Belediyesi Eskişehir (Großstadtgemeinde/Metropolprovinz). Seyitgazi ist seit der Gebietsreform ab 2013 flächen- und einwohnermäßig identisch mit dem Landkreis.

## Geografie
Der Kreis/Stadtbezirk liegt im Südwesten der Provinz und grenzt im Norden an Odunpazarı, im Nordosten an Mahmudiye, im Osten an Çifteler, im Südosten an Han, im Süden an İhsaniye (Provinz Afyonkarahisar) und im Westen an den zentralen Landkreis (Ilçe Merkez) der Provinz Kütahya. Seyitgazi liegt 38 km südöstlich vom Zentrum Eskişehirs und erhielt schon 1917 den Status einer Belediye (Gemeinde).

## Verwaltung
(Bis) Ende 2012 bestand der Landkreis neben der Kreisstadt aus den beiden Stadtgemeinden (Belediye) Doğançayır und Kırka sowie 45 Dörfern (Köy) in zwei Bucaks, die während der Verwaltungsreform 2013/2014 in Mahalle (Stadtviertel/Ortsteile) überführt wurden. Die vier bestehenden Mahalle der Kreisstadt blieben erhalten, während die acht Mahalle der beiden o. g. anderen Belediye vereint und zu je einem Mahalle zusammengefasst wurden. Durch Herabstufung dieser Belediye und der Dörfer zu Mahalle stieg deren Anzahl auf 51. Ihnen steht ein Muhtar als oberster Beamter vor.
Ende 2020 lebten durchschnittlich 252 Menschen in jedem Mahalle, 3.060 Einw. im bevölkerungsreichsten (Kırka Mah.). Die Belediye Kırka hatte Ende 2012 mehr Einwohner als die Kreisstadt Seyitgazi (3941:2795).

## Geschichte
Nikoleia gehörte zunächst zum Reich der Phryger und fiel 133 v. Chr. an das Römische Reich. Im Jahr 366 gelang dem römischen Kaiser Valens hier nach der Schlacht von Thyatira der endgültige Sieg über seinen Widersacher Procopius. 399 wurde die Stadt, mittlerweile zum Oströmischen Reich gehörig, kurzzeitig durch ostgotische Truppen unter Tribigild eingenommen. Bis 768 verblieb Nakoleia Teil des byzantinischen Reiches, wurde dann jedoch von den Arabern erobert und zu Ehren ihres legendären Anführers Battal Gazi in Seyitgazi umbenannt. Der Name Nakoleia hingegen lebt im römisch-katholischen Titularerzbistum Nacolia fort.
Da im Ort eine der ersten Moscheen Anatoliens errichtet wurde, hat Seyitgazi in den Augen der moslemischen Bevölkerung einen großen Stellenwert. Die Moschee aus dem 13. Jahrhundert und das dazugehörige Derwisch-Kloster liegen auf einem Hügel direkt südöstlich der Stadt. In der Moschee ist der sieben Meter lange Sarg (Türbe) von Battal Gazi untergebracht. Seine Geliebte, eine byzantinische Prinzessin, ist dort ebenfalls aufgebahrt. Das Kloster beherbergt ein archäologisches Museum mit Funden aus dem Ort und der Umgebung.
Bei Seyitgazi, 10 km Richtung Kırka, gibt es eine Abzweigung nach Midas Şehir, einer der wichtigsten phrygischen Stätten der Türkei.
In phrygischer Zeit war diese Gegend vermutlich bewaldet, jedoch gibt es in der Gegenwart kaum Bäume zwischen Eskişehir bis Seyitgazi. Die leicht hügelige Landschaft ist stattdessen von Weizenfeldern geprägt, die durch Kanäle bewässert werden.

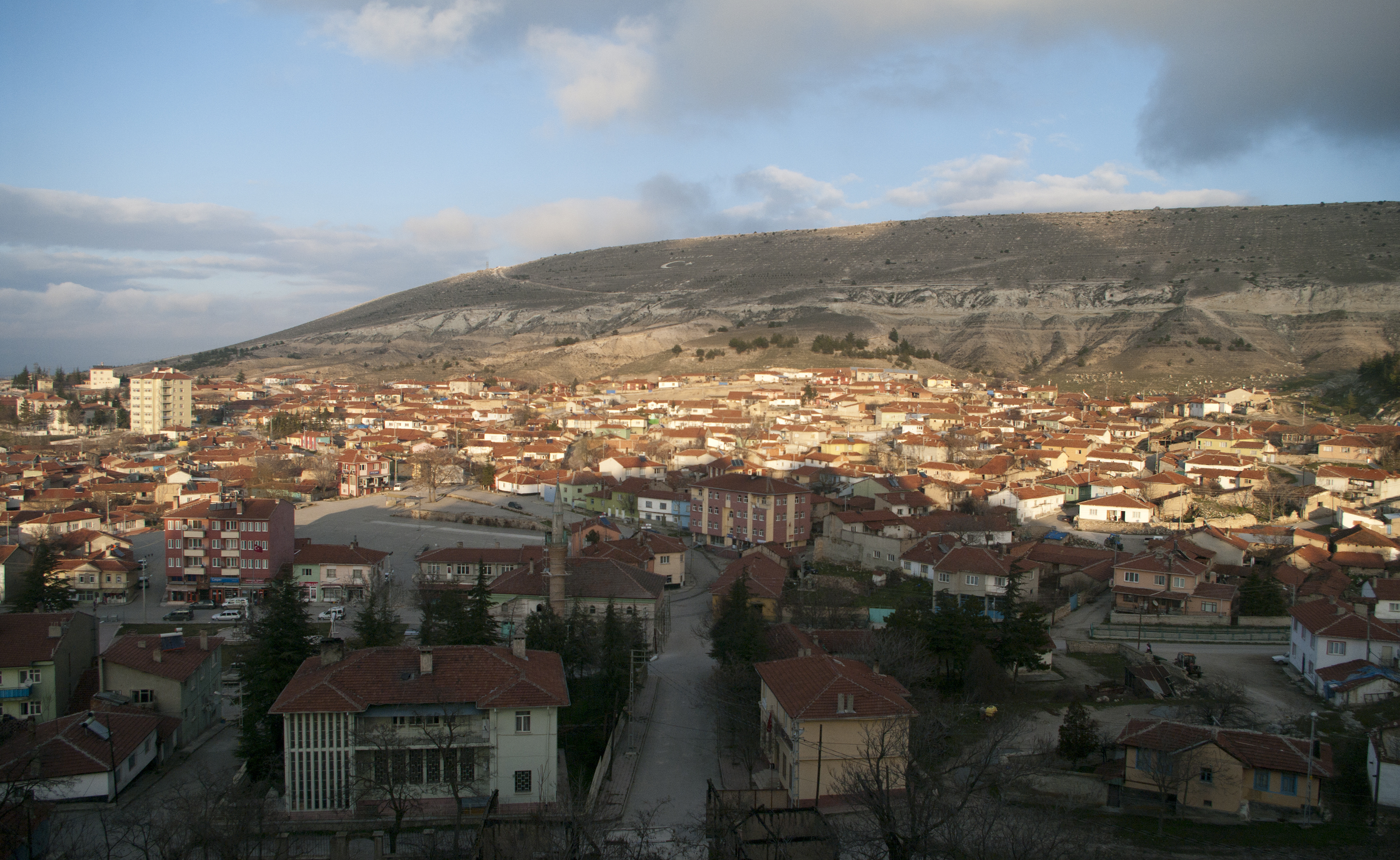
Blick auf die Stadt